# Dioxane
Ne doit pas être confondu avec Dioxine.
Le dioxane  est un éther et plus précisément un « éther couronne » de six atomes, possédant deux fonctions éther. 

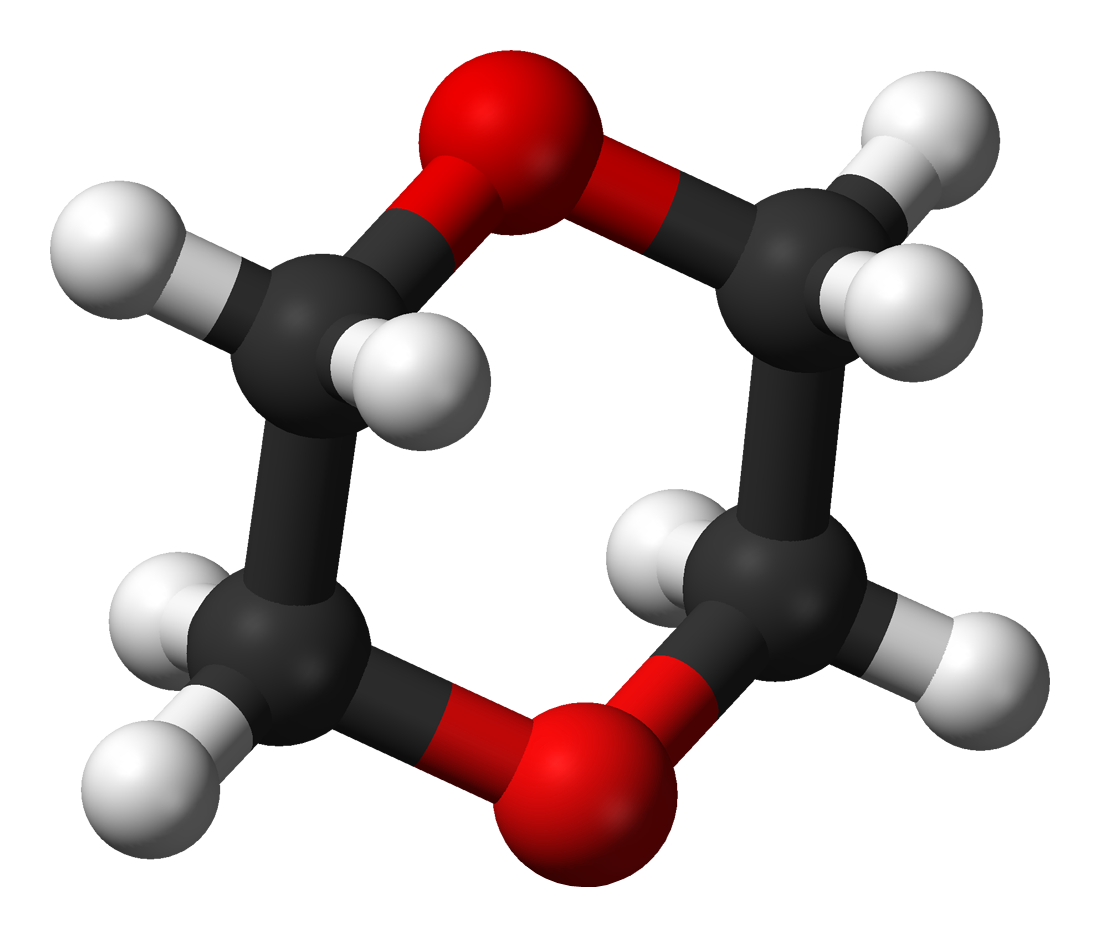
Le 1,4-dioxane ; le plus commun des 3 isomères dits « dioxanes ».

Il existe trois isomères du dioxane, le 1,4-dioxane, le 1,3-dioxane et le 1,2-dioxane, selon la position des deux atomes d'oxygène dans le cycle. 

Les trois dioxanes, les chiffres bleus indiquent le numéro de l'atome de carbone du cycle.
Les deux premiers de ces dioxanes sont rares, ce pourquoi le troisième (1,4-Dioxane) est parfois improprement dénommé « dioxane »

Par extension, les dioxanes désignent la famille des dérivés des 3 isomères du dioxane au sens restreint, c'est-à-dire les composés organiques à hétérocycle saturé de six atomes, quatre de carbone et deux d'oxygène.

## Utilisations, fonctions
Ces éthers sont des agents complexants de grande importance en chimie organique ; ils stabilisent les cations en solution organique.

## Exemples
Exemples de dioxanes substitués :

1,3-Dioxan-2-one
Dioxathion